# De vergeten medeminnaar

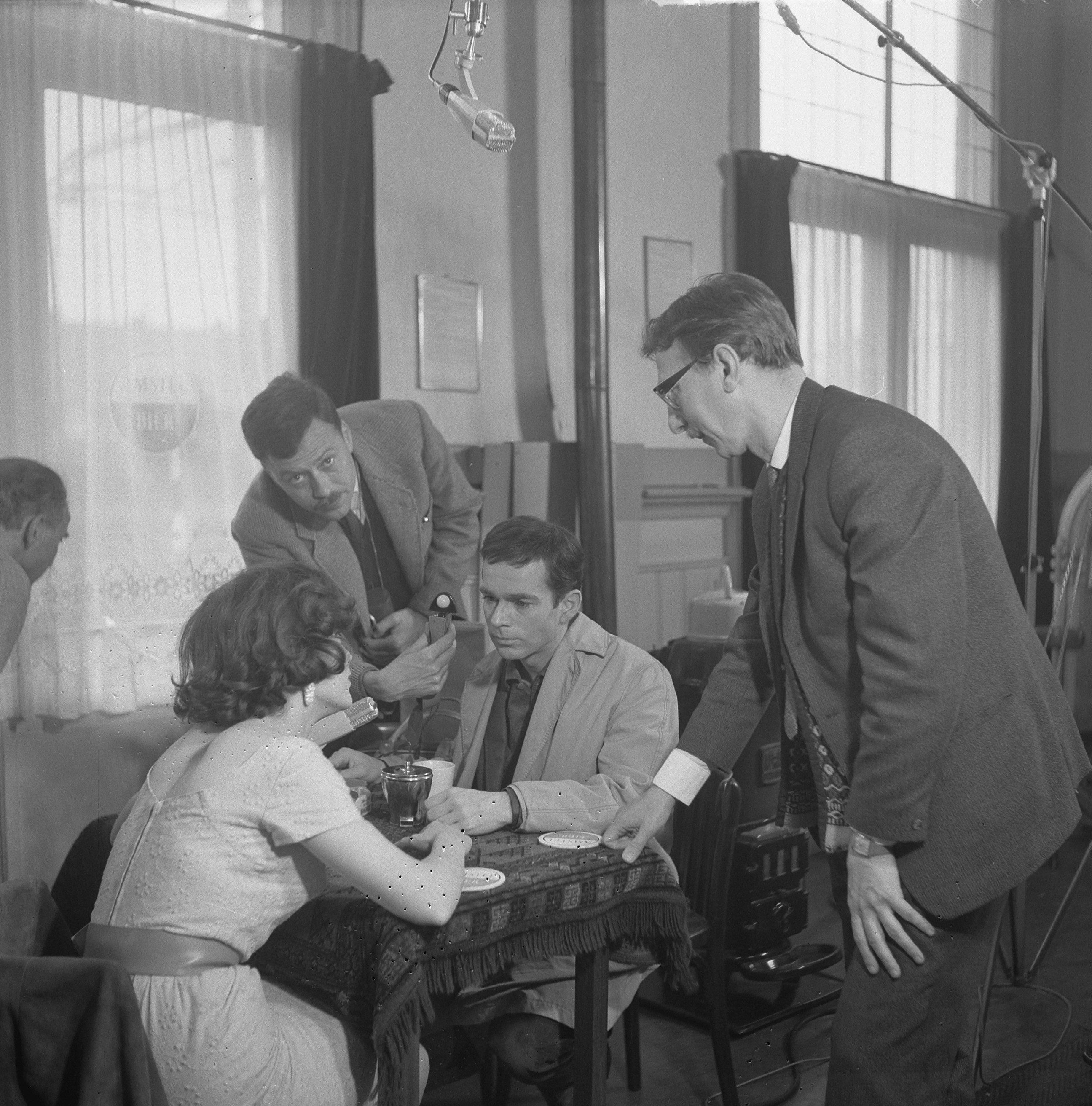
De Vergeten Medeminnaar

De vergeten medeminnaar is een Nederlandse film in zwart-wit uit 1963, onder regie van Giovanni Korporaal, met in de hoofdrol Henk van Ulsen. De film is gebaseerd op het boek Het andere verleden van Rico Bulthuis, en heeft als internationale titel The Lost Lover. De film is grotendeels opgenomen in het landhuis Kareol in Aerdenhout.

## Verhaal
Dries wordt met een mes in zijn hand in het park gevonden door een politieman die hem ervan verdenkt dat hij een moord op zijn geweten heeft. Bij een psychiatrische inrichting proberen een dokter en zuster zijn ware identiteit te achterhalen. Dries blijkt zijn geheugen kwijt te zijn, en stukje bij beetje weet hij het zelf weer terug te vinden. Hij vindt zijn eigen identiteit weer terug en ook de reden van zijn geheugenverlies. Maar intussen wordt hij verdacht van een roofmoord.

## Cast
| Acteur             | Personage           |
| ------------------ | ------------------- |
| Henk van Ulsen     | Dries               |
| Pim Dikkers        | Dokter Barend       |
| Hetty Verhoogt     | Hilde               |
| Thérèse Steinmetz  | Hannie              |
| Peter Aryans       | Frits de Waard      |
| Dore Smit          | Mary Bisschop       |
| Sacco van der Made | Peters              |
| Lex Goudsmit       |                     |
| Robert Sobels      | Inspecteur Overveen |

## Ontvangst
Henk Meier schreef in Critisch Film- en Televisiebulletin: "Vergeleken met de voorganger Rififi in Amsterdam is De vergeten medeminnaar een grote stap voorwaarts in Korporaals regie.  Terwijl Rififi dreef op de actie, zoekt Korporaal het in Medeminnaar in de handeling. Er wordt veel gepsychologiseerd. Als geheel is de film coherenter dan Rififi, maar het totaal van de handeling is ongeloofwaardig, evenals de rol van Hetty Verhoogt. H.J. Oolbekkink schreef in Het Parool: "Respectabel vakmanschap. Henk van Ulsen is volkomen overtuigend in dit niet volkomen overtuigende verhaal."
1896-1909 · 1910-19 · 1920-29 · 1930-39 · 1940-49 · 1950-59 · 1960-69 · 1970-79 · 1980-89 · 1990-99 · 2000-09 · 2010-19
· 2020-29